# Tomás de Tolentino

Tomás de Tolentino (italiano: Tommaso di ou da Tolentino; c. 1255 - 8 de abril de 1321) foi um missionário franciscano medieval que foi martirizado com seus três companheiros em Thane, na Índia, por "blasfemar" Maomé. Suas relíquias foram removidas para Quanzhou, na China, e Tolentino, na Itália, por Odoric de Pordenone. Ele agora é venerado como santo pela Igreja Católica Romana, com seu dia de festa em 9 de abril.

## Vida
Nascido em Tolentino, ele entrou na ordem franciscana por volta de 1275: foi preso como seguidor de Angelo Clareno, mas foi libertado em 1289.
Ele foi um missionário na Grécia e na Armênia, onde fez amizade com o rei Aitone II, que o enviou como embaixador ao Papa Nicolau II e aos reis da França e da Inglaterra para solicitar ajuda contra os árabes. Ele retornou ao Ocidente em 1295 para defender os Clareni diante do ministro geral da ordem Giovanni da Morrovalle e em 1307 para pedir ajuda para a missão de Giovanni da Montecorvino na China.
Em 1320, ele embarcou para a China a partir do porto Ormuz, juntamente com os irmãos Giacomo da Padova, Pietro da Siena e Demetrio da Tiflis: o grupo teve que desembarcar em Salsette, onde os missionários foram acolhidos e hospedados em uma família nestoriana.
Convocados diante do cadi de Thane, os franciscanos defenderam a doutrina cristã e atacaram a islâmica: Thomas e seus companheiros foram, por esse motivo, assassinados por alguns assassinos.

### Citações
1. ↑  «9 Aprile: S. Tommaso di Tolentino», Martirologio, Vatican City: Holy See, consultado em 9 de novembro de 2016. (em italiano)
2. 1 2 3 4  Atanasio Matanić, BSS, vol. XII (1969), col. 588.